# Катарантус рожевий
Катара́нтус роже́вий (Catharanthus roseus) — багаторічна рослина родини барвінкових, відома також під неофіційною назвою барві́нок роже́вий. Лікарська та декоративна культура, одна з найбільш вивчених рослин, що мають протипухлинну дію.

## Опис

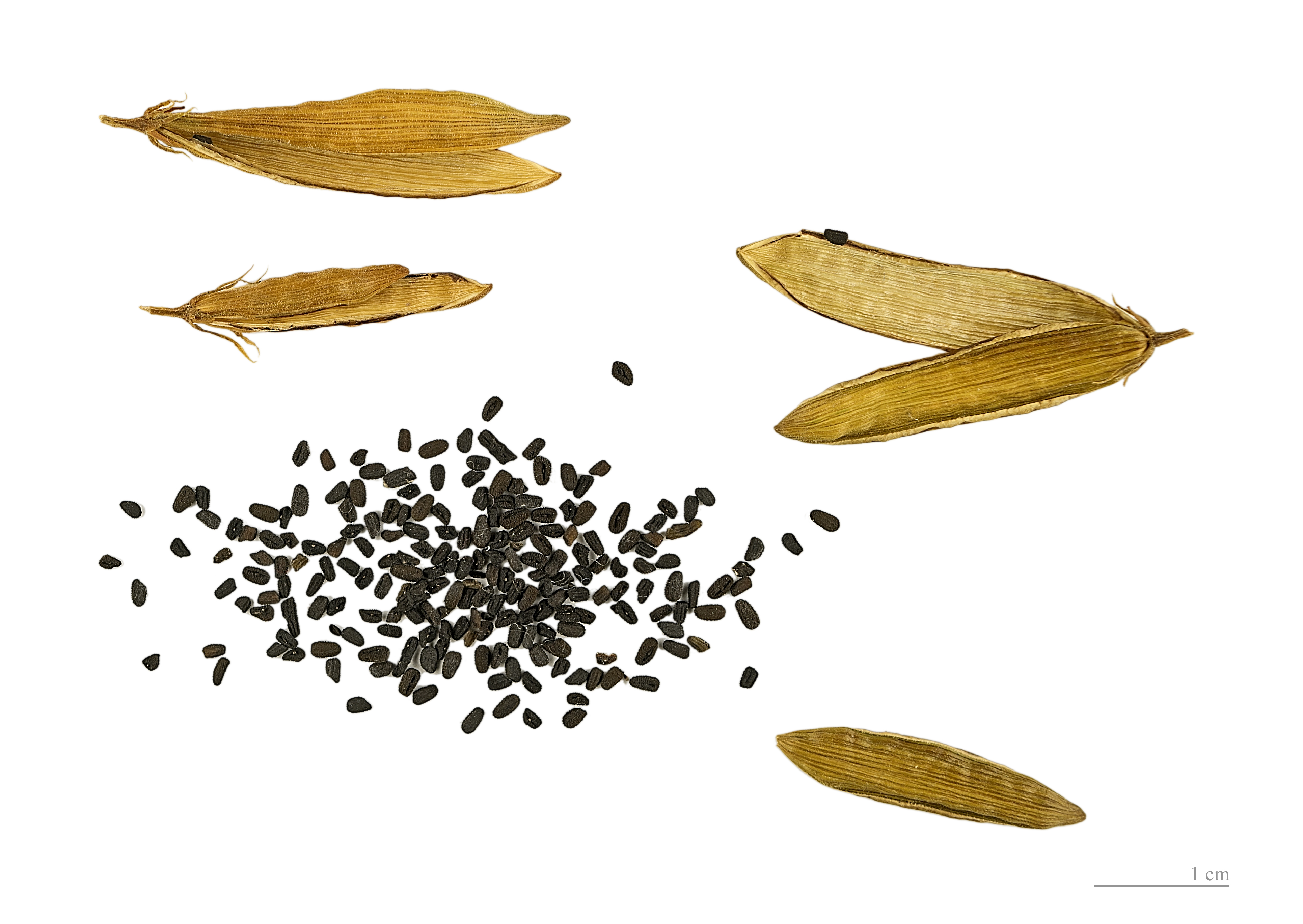
Плоди і насіння

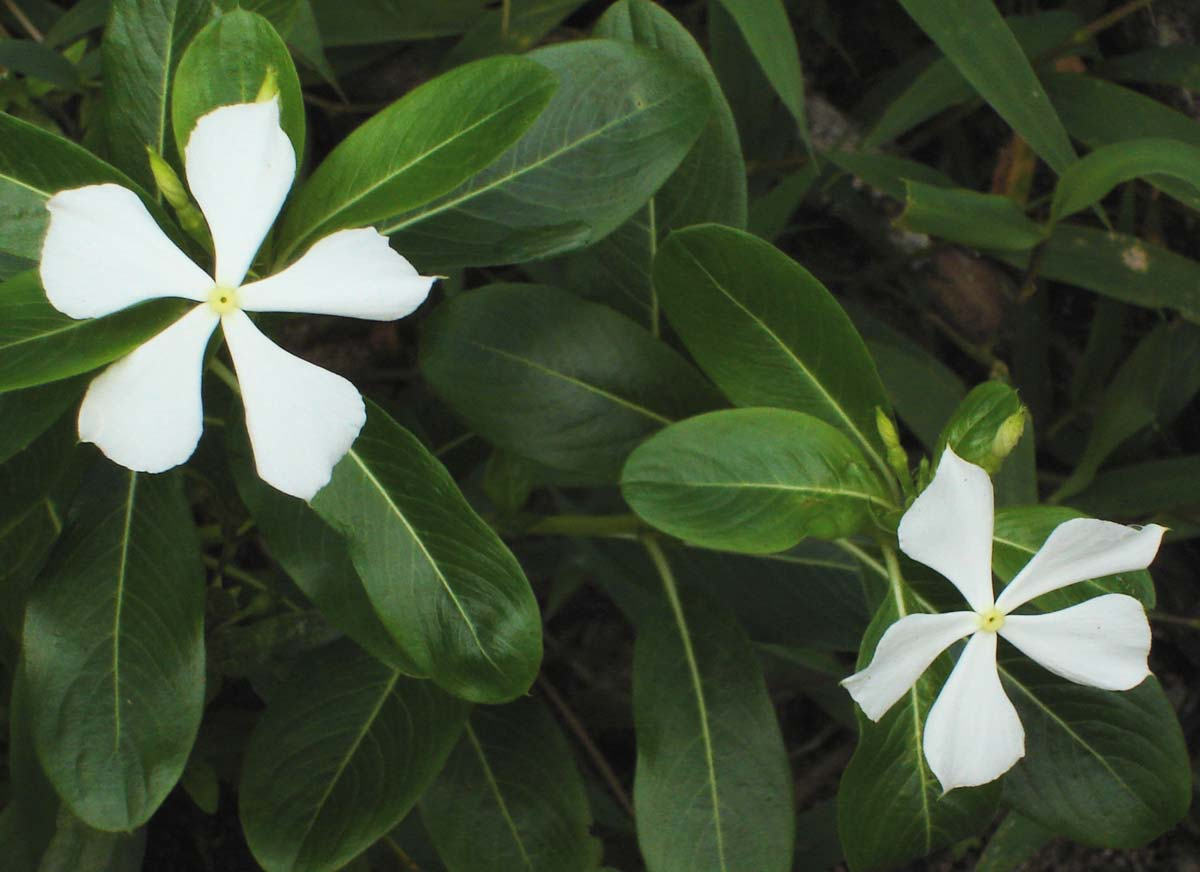
Декоративна форма з білими квітами

Гіллястий вічнозелений напівчагарник 30-60 см заввишки.
Коренева система стрижнева, корінь довгий 25 — 35 см, з численними бічними коренями. Молоде коріння без кореневих волосків. Коріння світло-жовтого забарвлення, володіє сильним специфічним запахом.
Кора у розоцвітих рослин з антоціановим забарвленням, у білоцвітих — зелена або світло-зелена. У міру старіння стебло дерев'яніє, міжвузля коротшають.
Листки супротивні, ланцетні, короткочерешкові, з звуженою клиноподібною основою, цілокраї, 2,5-8 см завдовжки, шириною до 3,5 см, темно-зелені, блискучі, голі або опушені, з перистим жилкуванням і з білою середньою жилкою зверху.
Квіти близько 3 см в діаметрі, рожево-червоні; зів віночка пурпуровий, опушений, мозолястий; віночок з п'яти зрощених в трубку пелюсток з роздільними рожевими або білими відгинами, відігнутими в одній площині.
Плід — дві серпоподібних листянки завдовжки до 5 см і товщиною 3 мм, з дуже короткою плодоніжкою. Насіння дрібне, чорного кольору.

## Поширеність
Первинний ареал охоплює південь та схід Мадагаскару, де ця рослина зростає на узліссях у тропічних вологих лісах.
Крім того, катарантус рожевий культивується у вологих субтропіках Грузії (Аджарія, Кобулеті), у Краснодарському краї Росії, Казахстані.

## Застосування
Катарантус рожевий містить більше 80 алкалоїдів, похідних індолу, в тому числі і з протипухлинною активністю (вінбластин, вінкристин, лейрозин). З лікувальною метою використовують наземну частину рослини. Збирають в період плодоношення. Сировиною для здобуття протипухлинного препарату розевін, застосовуваного при лімфогранулематозі, гематосаркомі, є лист катарантуса (лат. Folium Catharanthi). Його заготовляють у фазу масового цвітіння і початку плодоношення пагонів 2-го порядку.
Катарантус рожевий іноді вирощують як декоративну рослину, яка квітує усе літо до пізньої осені. Вирощується у холодних оранжереях. Його також вирощують у домашніх умовах у горщиках як декоративну кімнатну рослину. Є сорти з білим забарвленням квіток і червоним або жовтим зівом віночка. Розмножують насінням і живцями.

## Підвиди
У межах виду виділяються два різновиди:
- Catharanthus roseus var. angustus (Steenis) Bakh.
- Catharanthus roseus var. roseus